# 501132 Runkel
501132 Runkel este o planetă minoră (asteroid) din centura de asteroizi. A fost descoperită pe 25 martie 2011 la Haleakalā Observatory⁠(d) de Pan-STARRS1⁠(d) și a fost numită după Runkel. 
Obiectul prezintă o orbită caracterizată de o semiaxă mare de 2,7315233465667 UAi, o excentricitate de 0,073111222225473, o înclinație de 5,9450104488813 ° în raport cu ecliptica.